# Bataille de Hattin
 (août 2011).
Si vous disposez d'ouvrages ou d'articles de référence ou si vous connaissez des sites web de qualité traitant du thème abordé ici, merci de compléter l'article en donnant les références utiles à sa vérifiabilité et en les liant à la section « Notes et références ».
Période intermédiaire post-Deuxième croisade
Batailles
- Montgisard
- Marj Ayoun
- Kerak
- Cresson
- Hattin
- Jérusalem
- Tyr

- Iconium
- Saint-Jean-d'Acre
- Arsouf
- Jaffa

La bataille de Hattin ou bataille des cornes de Hattin ou encore bataille de Tibériade est un affrontement militaire qui a eu lieu le 4 juillet 1187 à Hattin près du lac de Tibériade, en Galilée. Elle oppose les armées du royaume de Jérusalem, dirigées par Guy de Lusignan, aux forces de Saladin. Ce dernier remporte une victoire qui lui ouvre les portes de la Palestine.

## Contexte
Après la mort, à Acre, du jeune roi Baudouin V de Montferrat, âgé de huit ans, le régent Raymond III de Tripoli est destitué, le trône de Jérusalem échoit à Guy de Lusignan, nouvel époux de Sibylle, la sœur du roi Baudouin IV le Lépreux, décédé le 16 mars 1185.
Fin 1186 ou début de 1187, Renaud de Châtillon, seigneur d'Outre-Jourdain et de Montréal, brise la trêve en vigueur depuis près de six ans entre Francs et musulmans en attaquant une caravane, pourtant sous forte escorte, qui se rend du Caire à Damas. Il en massacre les hommes en armes et emprisonne les commerçants et les caravaniers dans sa citadelle de Kerak. Par la suite, il attaque d'autres caravanes de pèlerins allant à La Mecque, projetant même de détruire le lieu sacré de l'islam. 
Face à ces pillages, Saladin fait preuve de diplomatie, préférant se consacrer entièrement à la gestion de son pays. Son empire est délabré par de nombreuses années de guerre entre seigneurs arabes et les croisés. Il vient d'achever l’unification des musulmans, et même la ville de Mossoul, qu’il a assiégée à plusieurs reprises, a signé la paix (en 1186). La trêve, qu'il a personnellement signée avec Raymond de Tripoli, doit lui permettre de préparer la riposte, et il estime que le moment de la rompre n'est pas encore arrivé. Il envoie donc des émissaires porteurs de messages d’indignation à Renaud de Châtillon, mais le somme de respecter la trêve, de relâcher les prisonniers et de restituer les biens saisis. Méprisant, Renaud lui conseille de demander à Mahomet de venir les sauver. 
Ne pouvant laisser cet affront impuni, Saladin réunit un peu plus de 12 000 soldats à Damas, puis dès le mois de mars assiège la citadelle du Kerak de Moab à Kerak, puis la citadelle du krak de Montréal au nord-est de Shaubak (en),  avant de se diriger vers Panéas près de Tibériade. Les troupes musulmanes rencontrent par hasard une délégation de barons francs, qu'elles massacrent ou font prisonniers. 
De leur côté, les croisés s’enlisent dans leurs querelles internes. En mars 1187, Raymond de Tripoli, fort de la trêve de quatre ans signée avec Saladin et sûr de son soutien, refuse de prêter hommage au nouveau roi de Jérusalem. Celui-ci, désireux de se débarrasser de son rival qu'il accuse de complaisance envers les musulmans, se prépare à attaquer Tibériade, qui appartient à la femme du comte de Tripoli. Alerté, ce dernier conclut une alliance avec Saladin qui débloque la ville.
Le 30 avril 1187, conformément à leur alliance, Saladin demande à Raymond de Tripoli de laisser ses éclaireurs faire une reconnaissance du côté du lac de Tibériade. Le comte, embarrassé, ne peut refuser. Il exige cependant que les soldats musulmans quittent son territoire avant le soir et ne s’en prennent ni aux biens, ni aux personnes. Le 1er mai, 7 000 cavaliers passent sous les murs de la ville. Le soir même, alors qu'ils font le chemin en sens inverse, ils rencontrent 150 chevaliers templiers et hospitaliers qui ont attaqué une colonne près de Séphorie, au nord de Nazareth. C'est le massacre, connu sous le nom de la bataille de La Fontaine du Cresson. Seuls cinq Hospitaliers et trois Templiers parviennent à s'enfuir, dont le maître de l'Ordre, Gérard de Ridefort. Roger de Moulins, supérieur des Hospitaliers, meurt dans l'affrontement d'un coup de lance.
À la suite de ce désastre, Raymond de Tripoli se repent et met ses forces à la disposition de Guy de Lusignan. Le 24 juin, les Francs sont prêts. Ils ont réuni une grande armée constituée de 2 000 chevaliers (dont 1 200 chevaliers commandés par Gérard de Ridefort et Hospitaliers menés par le grand précepteur de l'Hospital Guillaume Borrel remplaçant Roger de Moulins) et 13 000 fantassins. Ils sont soutenus par 40 000 mercenaires, en majorité des musulmans, dont 2 500 cavaliers et 7 000 fantassins payés et armés par les Templiers et les Hospitaliers. En face, de nouvelles troupes ont rejoint Saladin, qui aligne une force de plus de 30 000 soldats,.

## La marche fatidique
Le 2 juillet, dans l'après-midi, l'armée des Francs arrive à Séphorie distante d'environ vingt-sept kilomètres de Tibériade. Ils sont à l'abri de toute attaque et disposent là de vivres en quantité et d'eau à volonté, grâce aux fontaines de la cité. Pour forcer les Francs à venir à lui, Saladin attaque la cité de Tibériade où se trouve toujours la comtesse Échive de Bures, l'épouse de Raymond de Tripoli. Ses troupes réussissent à prendre la ville basse, qui est incendiée, et poussent la population à se réfugier dans la forteresse, tout en laissant passer des messagers qui rejoignent l'armée franque à Séphorie. Saladin espère ainsi pousser les Francs à l’affrontement.
Le soir même de l'attaque, le roi réunit un conseil. Face à la menace qui pèse sur Tibériade, les trois beaux-fils de Raymond de Tripoli veulent que l'armée vole au secours de leur mère, mais Raymond s'oppose à eux : selon lui, il convient d'attendre Saladin en position de force. Les Sarrasins seraient alors épuisés par leur progression sur des routes poussiéreuses et brûlantes, ainsi que par le manque cruel d'eau. Il déclare qu'il « préférerait perdre Tibériade et tout ce qu'elle renferme plutôt que l'unique armée du Royaume ». Renaud de Châtillon accuse Raymond de lâcheté. Néanmoins, c'est lui qui emporte la décision à la fin du conseil.
Après la fin du conseil, Gérard de Ridefort s'entretient personnellement avec le roi sous sa tente pour le convaincre de changer d'avis. Il rappelle la réputation de traîtrise de Raymond de Tripoli et argue que concéder une victoire aux Sarrasins alors que l'armée était si proche serait un signe de faiblesse. Il laisse également entendre que si le roi ne laisse pas ses hommes venger les morts de la fontaine de Cresson, les Templiers risquent fort de déserter. Guy de Lusignan se range à l'avis du Maître de l'Ordre.
L'armée franque, divisée en trois corps, se met en route à l'aube du 3 juillet. Les hommes souffrent de la chaleur et de la soif, les réserves d'eau étant vite épuisées. Saladin a pris soin de faire combler les puits et d'empoisonner les trous d'eau. Sans jamais engager le combat, des cavaliers les harcèlent de tous côtés de leurs flèches, et ralentissent la marche. Cette tactique réussit si bien, qu'au soir du 3 juillet, le roi propose de rejoindre le village de Hattin où se trouve l'un des rares points d'eau. Mais Saladin, fin stratège, lui barre la route. À la nuit tombée, les Francs, souffrant de la soif, sont obligés de bivouaquer au milieu des pierres brûlantes, sur le sable desséché. Toute la nuit, les attaques de harcèlement se multiplient, obligeant les Francs à rester éveillés pour la troisième nuit consécutive.

## La bataille

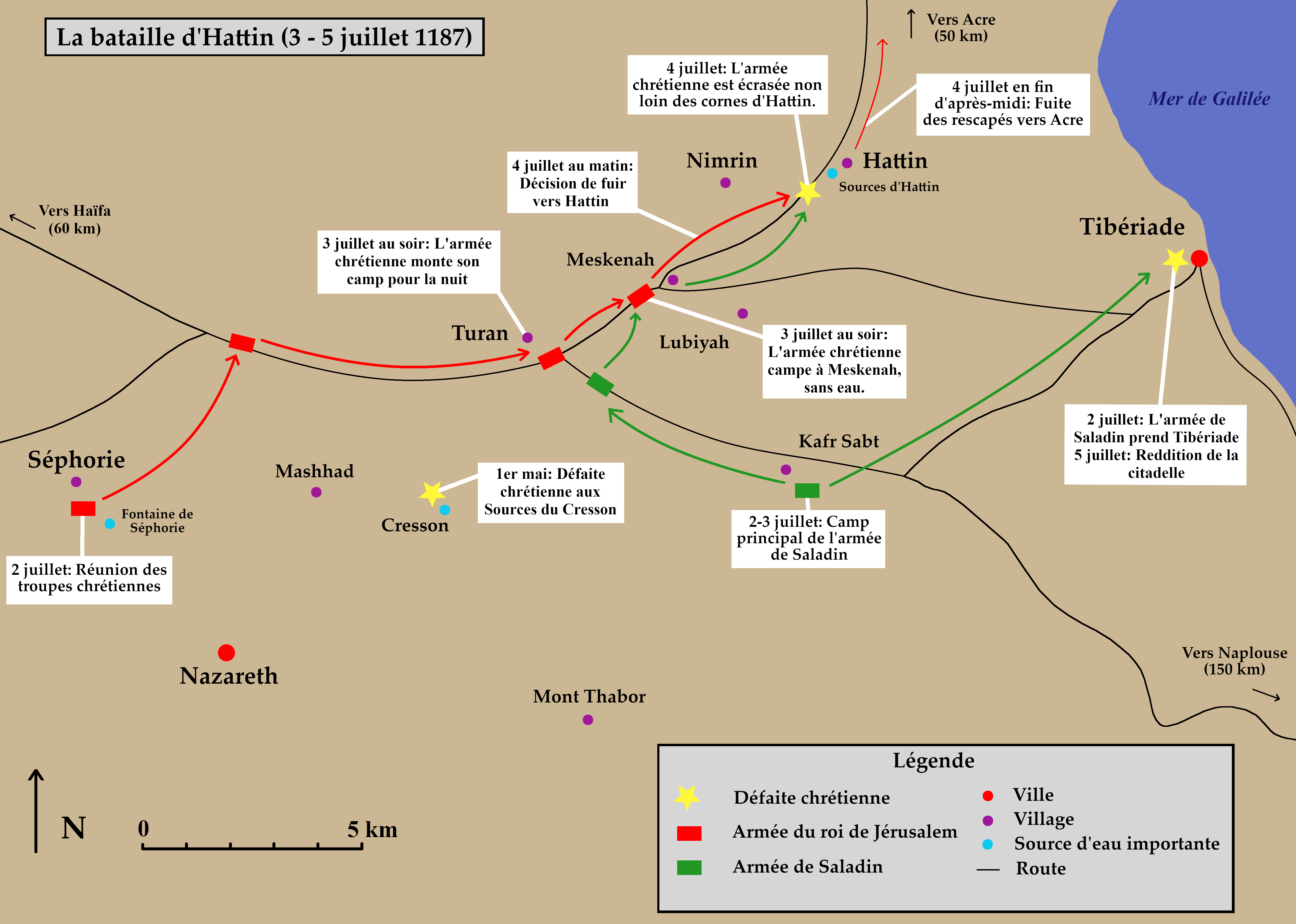
La marche vers Tibériade de l'armée du roi de Jérusalem s'achève en retraite désorganisée vers les cornes de Hattin, où elle est finalement vaincue.

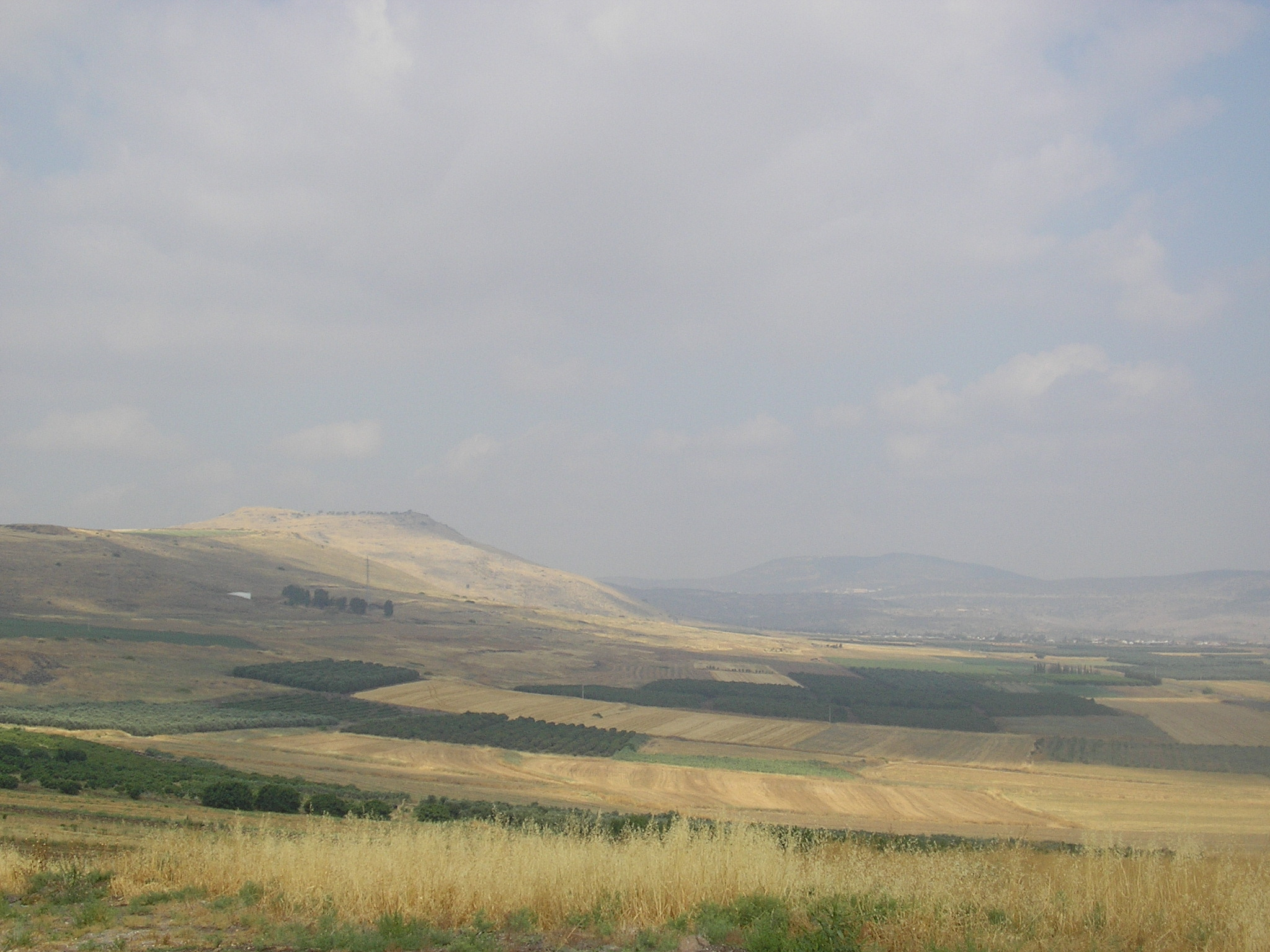
Collines de Hattin.

Au matin du 4 juillet, journée annoncée encore plus chaude que la veille, les Francs se trouvent sous le vent. Saladin fait déployer ses troupes afin de bloquer toute tentative de sortie, puis fait mettre le feu aux broussailles. Le vent pousse la fumée et le feu vers les croisés. Sans eau pour se rafraîchir, les Francs étouffent sous leurs imposantes cuirasses. Ils mènent cependant des combats pour tenter de percer les lignes ennemies et de gagner les rives du lac de Tibériade.
Peu à peu, les Francs sont repoussés et contraints de se rassembler sur une élévation appelée les cornes de Hattin, un piton basaltique dominant la plaine voisine. Raymond de Tripoli réussit à se créer une sortie vers Séphorie en emmenant avec lui le fils de Renaud de Châtillon, ses chevaliers et quelques barons syriens. Quelques détachements réussissent également à s'enfuir vers Tyr. Le grand commandeur de l'Hospital Garnier de Naplouse, blessé, réussit à gagner Ascalon avec quelques cavaliers évitant ainsi une mort certaine.
Le reste des forces défend sa position élevée sur les cornes de Hattin. Selon les récits des chroniqueurs, la bataille est terrible et les morts nombreux des deux côtés. La chute de la tente royale symbolise la défaite franque, alors que le roi et ses grands barons parviennent à trouver refuge dans la forteresse de Tibériade.

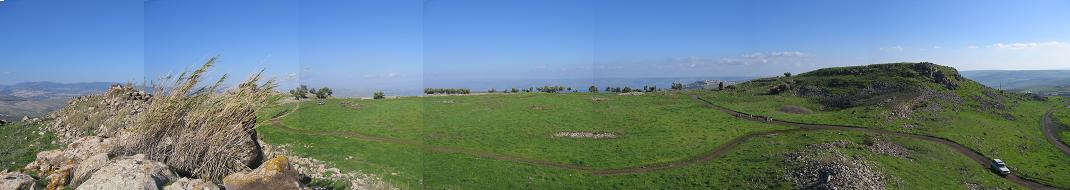
Panorama du site d'Hattin.

## Suites

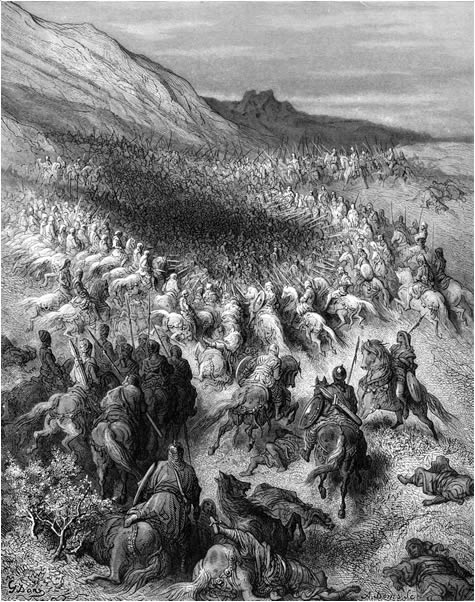
Gravure de Gustave Doré pour l’Histoire des Croisades de Michaud (1885).

Le lendemain, 5 juillet, sans espoir de secours, les barons réfugiés dans la forteresse se rendent à Saladin. Parmi les prisonniers de marque : 
- Guy de Lusignan, roi de Jérusalem ;
- Aimery II de Lusignan, connétable du royaume de Jérusalem ;
- Gérard de Ridefort, grand-maître de l'ordre du Temple ;
- Renaud de Châtillon, seigneur d'Outre-Jourdain et de Montréal
- Onfroy IV, seigneur de Toron ;
- Guillaume de Montferrat.

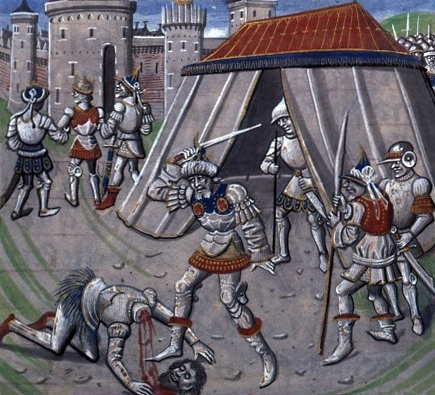
Exécution de Renaud de Châtillon (Historia de Guillaume de Tyr, BNF, Mss.Fr.68, folio 399).

Le roi de Jérusalem est conduit à Damas, avec les autres nobles capturés, en vue d'être libérés contre rançon. Tous les Templiers et Hospitaliers survivants, à peu près 300, sont immédiatement mis à l'écart et décapités sur place publique, sauf les grands-maîtres, le templier Gérard de Ridefort, fait prisonnier avant d'être libéré moyennant rançon et l'hospitalier Garnier de Naplouse, en fuite vers Ascalon. Les autres chevaliers francs, faits prisonniers, sont épargnés, hormis ceux de Renaud de Châtillon, décapités par Saladin. Les soldats turcs au service des Francs, les turcopoles, bien que chrétiens à la base, sont tous condamnés à la peine de mort pour apostasie de l'islam et exécutés en conséquence. Les autres combattants francs faits prisonniers sont réduits en esclavage.

## Conséquences

Les États latins d'Orient en 1190 : trois ans après Hattin, les possessions franques en Palestine sont réduites à Tyr, Tripoli et Antioche.

Un peu plus de 30 000 soldats meurent en une journée des deux côtés. La fine fleur de la chevalerie franque est décimée, réduisant les défenses du royaume de Jérusalem à néant. Les musulmans infligent de plus aux croisés une dure défaite psychologique, car ils capturent la relique de la Vraie Croix, emblème de la chrétienté.
La Palestine bascule sous l'emprise de Saladin. Lors du seul mois de juillet, il s'empare de la citadelle de Tibériade (le 6 juillet), des cités de Saint-Jean d'Acre, de Césarée de Sidon et de Jaffa. Cette dernière résiste plus longtemps à l’armée d'al-Adel venue d’Égypte mais finit par être conquise, et ses habitants sont vendus en esclavage. Le 6 août, c'est au tour de Beyrouth, avant Ascalon le 4 septembre et Gaza le 5 septembre. Le 20 septembre, Saladin commence le siège de Jérusalem, alors défendue par seulement 6 000 hommes levés en hâte parmi les habitants et dirigés par Balian d'Ibelin.
La ville sainte tombe le 2 octobre 1187. Elle n'est pas pillée, et les habitants sont réduits en esclavage; seuls ceux qui peuvent se racheter sont libérés. Les Templiers négocient leur sortie. Saladin conclut ainsi un marché avec notamment Balian d'Ibelin préservant les lieux saints musulmans en échange de la sauvegarde des lieux saints chrétiens. Saladin en tenant sa promesse a évité de verser du sang. De même qu'il avait permis aux chevaliers de Saint-Jean d'Acre et d'Ascalon de s'exiler à Tyr, ceux de Jérusalem rejoignent aussi Tyr, dernier bastion de la résistance franque.
En novembre, Saladin vient mettre le siège devant Tyr, défendue par le baron Conrad de Montferrat. Les Francs réussissent à incendier une partie de la flotte musulmane, obligeant Saladin à abandonner le siège, son importante armée devant être démobilisée à l'entrée de l'hiver. Sur le chemin du retour, il s'empare encore des villes de Lattaquié et Tartous en territoire syrien ainsi que de Safed en Galilée. 
Hattin modifie considérablement l'équilibre des forces au détriment des chrétiens. Cependant, cette défaite des croisés, une fois connue en Occident, provoque un vigoureux sursaut des principaux souverains de la chrétienté : l'empereur Frédéric Barberousse, le roi de France Philippe Auguste et le roi d'Angleterre Richard Cœur de Lion. Des renforts considérables vont commencer à affluer. La troisième croisade commence peu après.

## Dans la culture

### Filmographie
- Kingdom of Heaven (2005), de Ridley Scott.
- Arn, chevalier du Temple (2007), de Peter Flinth.

### Musique
Un album du groupe allemand Crystallion est dédié à la bataille et s'intitule Hattin. 

### Documentaires télévisés
- Début du 5e épisode : La politique par d'autres moyens, de la série : Les grandes erreurs militaires, sur Planète+.

### Littérature
Le Conte de l'homme de Haute-Égypte et de son épouse franque, histoire des Mille et Une Nuits, évoque cette bataille et ses conséquences.